# Лиса Кей Адамс
Лиса Кей Адамс (на английски: Lyssa Kay Adams) е псевдоним на американска журналистка и писателка на произведения в жанра любовен роман.

## Биография и творчество
Лиса Кей Адамс е родена на 8 август 1974 г. в САЩ. Запалва се по любовните романи като тийнейджър.
В продължение на близо 20 години работи като журналистка в „Lansing State Journal“ и няколко други списания. Получава награди за публикациите си. После напуска работата си и се посвещава на писателската си кариера.
Първият ѝ роман „Seventh Inning Heat“ (Седма ининг серия) е издаден през 2015 г. Романът става бестселър в списъка на „Ню Йорк Таймс“ и я прави известна. Вторият ѝ роман „Wild in Rio“ (Диво в Рио) от 2016 г. е номиниран за наградата „РИТА“.
Романът ѝ „Тайният мъжки клуб за любовни романи“ от едноименната поредица е издаден през 2019 г. Легендарният бейзболен играч Гавин Скот се старае да заздрави разклатения си брак, а в помощ да това получава от таен клуб на мъжкарите в града, които се срещат и четат любовни романи, за да си изяснят истините за взаимоотношенията между мъжете и жените. Но за успеха му няма да му стигнат мили думи и романтични жестове като в пикантен исторически любовен роман.
Лиса Кей Адамс живее със семейството си в Мичиган.

## Произведения

### Самостоятелни романи
- Seventh Inning Heat (2015)[1]
- Wild in Rio (2016)[2]
- The Prospect (2017)

### Серия „Тайният мъжки клуб“ (Bromance Book Club)
1. The Bromance Book Club (2019)[1]
Тайният мъжки клуб за любовни романи, изд.: ИК „Ибис“, София (2020), прев. Вера Паунова
2. Undercover Bromance (2020)[2]
Книжно братство под прикритие, изд.: ИК „Ибис“, София (2021), прев. Боряна Даракчиева
3. Crazy Stupid Bromance (2020)[4]
4. Isn't It Bromantic? (2021)